# Катажина Боні
Катажина Рут Боні (пол. Katarzyna Rut Boni; нар. 22 березня 1982 р.) – польська письменниця та журналістка.

## Життєпис
Закінчила факультет культурології Інституту польської культури Варшавського університету (2007) та факультет соціальної психології Університету соціальної психології.
Є авторкою книжкових репортажів «Контейнер» (2014, разом з Войцехом Тохманом), «Ґанбаре! Майстерклас із вмирання» (2016) та «Ауровіль». Місто мрій (2020).
За книжку «Ґанбаре! Майстерклас із вмирання» отримала літературну премію Грифія 2017 року, а також була номінована на премію Конрада та літературну премію імені Ришарда Капусцінського. За книжку «Ауровіль. Місто мрій» була номінована на премію Беати Павляк.
2020 року її було номіновано на премію Grand Press у категорії «журналістика» за статтю «Jzy za momentencik», яка була опублікована в Książki. Magazynie do czytania.
Вона є дочкою політика, міністра адміністрації та цифровізації у 2011–2013 роках, Міхала Боні.
Катажина Боні є членкинею Літературної спілки.

## Переклади українською
2024 року у Видавництві 21 вийшов український переклад книжки «Ґанбаре! Майстерклас із вмирання». Перекладачка — Дзвінка Матіяш.

## Зовнішні посилання
- Офіційний сайт Катажини Боні